# Ninive
Ninive of Nineve is een ruïnestad in Irak, gelegen aan de oostelijke oever van de Tigris in de huidige stad Mosoel. Het was behalve de grootste stad ook van 703 tot 612 v.Chr. de hoofdstad van Assyrië.
Ninive lag aan de grote handelsroute tussen Elam, Babylonië, het Assyrische Rijk en Anatolië. Het had een stadsmuur van twaalf kilometer van misschien wel dertig meter hoog en achttien poorten. Met haar 750 hectare was ze ruim twee keer zo groot als Nimrud en Khorsabad. Beroemd zijn de opgravingen van het Zuidwestpaleis van Sennacherib en het Noordpaleis van Assurbanipal. De bibliotheek van Assurbanipal was gevestigd in het Zuidwestpaleis van zijn grootvader Sennacherib. Daar werden gebakken kleitabletten met spijkerschrift aangetroffen met onder meer de Enoema Elisj, het Venustablet van Ammisaduqa, het Gilgamesj-epos en het Atrahasis epos. Ninive had hangende tuinen en tempels van onder meer Isjtar (Venus) en Nabu.

Assurbanipal op jacht (ca. 640 v.Chr.), reliëf uit zijn Noordpaleis in Ninive, British Museum, Londen
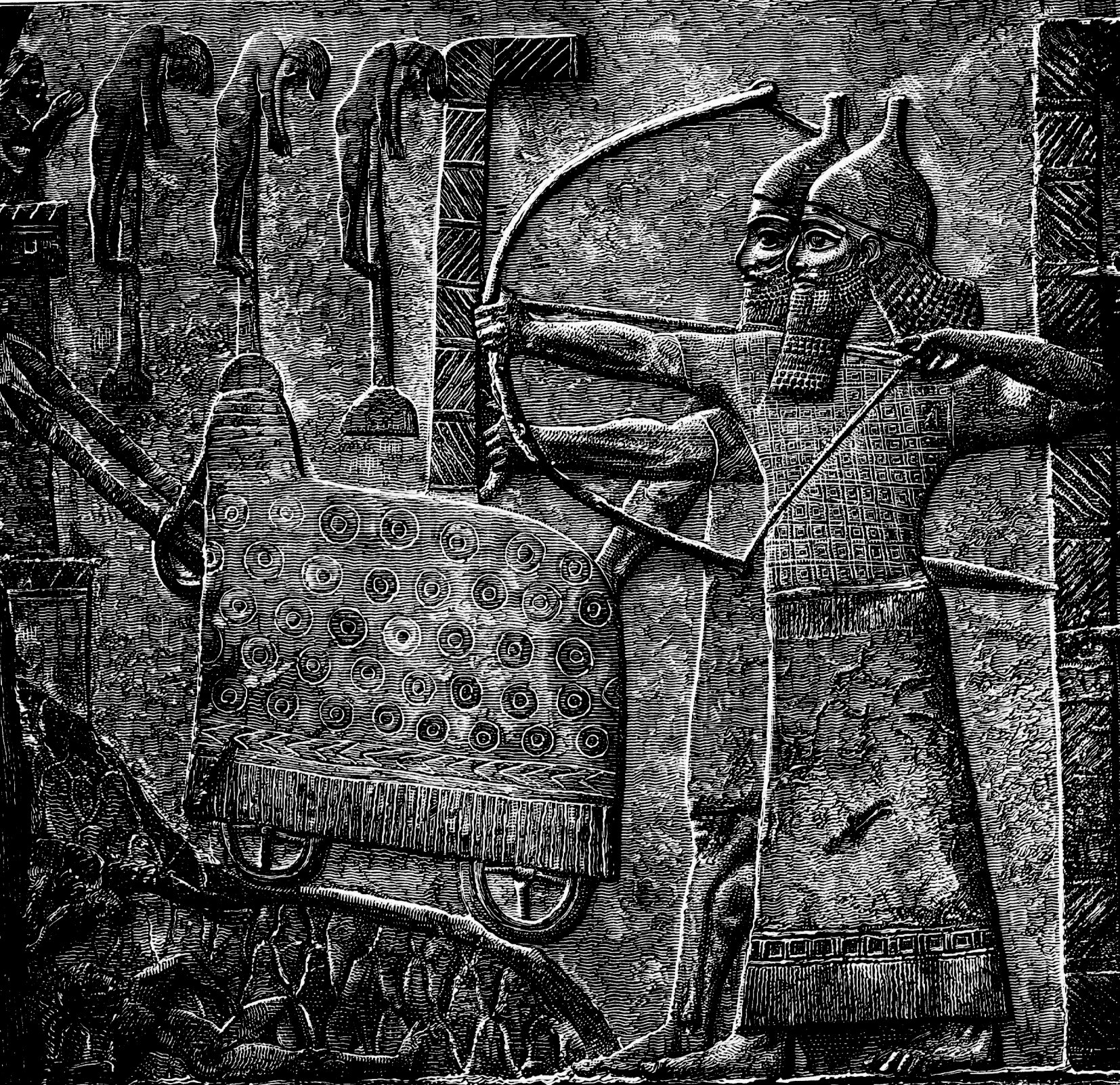
Tiglat-Pileser III (1889), tekening naar een reliëf uit Ninive, British Museum

## Etymologie
Ninive is de latijnse naam van de stad naar het Akkadische Ninua (of Ninâ) of Babylonische Ninuwa. Nina was een van de Soemerische en Assyrische namen voor de godin Isjtar. De naam kan dan ook zijn afgeleid van de goddelijke patrones van de stad.

## Assyrië
In de midden-Assyrische tijd heeft de stad nog een vrij bescheiden rol als administratief en religieus centrum, maar de stad wordt wel genoemd op steles van Assur-uballit I en Assur-nadin-apli in Aššur. Het gebied raakte rond 6500 v.Chr. voor het eerst bewoond. Ninive was vooral de stad van de godin Isjtar. Door een aardbeving werd de eerste tempel van Isjtar verwoest, maar ze werd in 2260 v.Chr. herbouwd door de Akkadische koning Manishtushu. In het Oud-Assyrische Rijk (2000-1756 v.Chr.) wordt Ninive genoemd tijdens de regering van Shamshi-Adad I rond 1800 v.Chr. als een centrum voor de verering van Isjtar. Haar cultusbeeld werd in de 14e eeuw v.Chr., op last van de koning van Mitanni, naar de Egyptische farao Amenhotep III gestuurd. Het Assyrische Ninive was een vazal van de Mitanni, tot Ashur-uballit in 1365 v.Chr. het Mitanni Rijk omverwierp en het Midden-Assyrische Rijk (1365-1050 v.Chr.) stichtte. Het was Sennacherib die de stad in 703 v.Chr. tot zijn hoofdstad maakte en dit zou zo blijven tot de val van de stad in 612 v.Chr. Daarvoor waren Khorsabad, Nimrud en Assur de hoofdstad geweest van het Nieuw-Assyrische Rijk.

### Sennacherib en Assurbanipal
Sennacherib stootte de Chaldeeër Merodach-Baladan van de Babylonische troon en plaatste er een stroman op, mogelijk zijn zoon en erfgenaam Assur-nadin-shumi, die later werd ontvoerd en gedood. Sennacherib veroverde Babylon in 689 v.Chr. en nam wraak: hij maakte gebouwen met de grond gelijk, plunderde de tempels, nam godenbeelden mee naar Ninive en leidde kanalen om zodat het water de restanten van de stad kon wegspoelen. Uiteindelijk zou deze 'militaire triomf' leiden tot de ineenstorting van het Nieuw-Assyrische Rijk. Sennacherib benoemde zijn zoon Esarhaddon tot erfgenaam en werd niet lang daarna in 681 v.Chr. door oudere zonen (waarschijnlijk van een Babylonische moeder) in de tempel van Nisroch vermoord. Esarhaddon besteeg in 680 v.Chr. de troon. Tijdens zijn twaalfjarige regering herbouwde hij Babylon. Hij benoemde Assurbanipal tot opvolger en maakte diens halfbroer Shamash-shum-ukin tot heerser van Babylonië. In 669 v.Chr. stierf Esarhaddon. Assurbanipal liet het Noordpaleis in Ninive verrijzen. Hij stichtte de beroemde bibliotheek. Er ontstond een conflict tussen de twee halfbroers over de herbouw van Babylon, wat uitmondde in een landelijke opstand en burgeroorlog. Ook een strijd tussen Assyriërs en Elamieten laaide daarbij weer op. Elam werd volledig door Assurbanipal vernietigd.

### De val van Ninive en het Assyrische Rijk

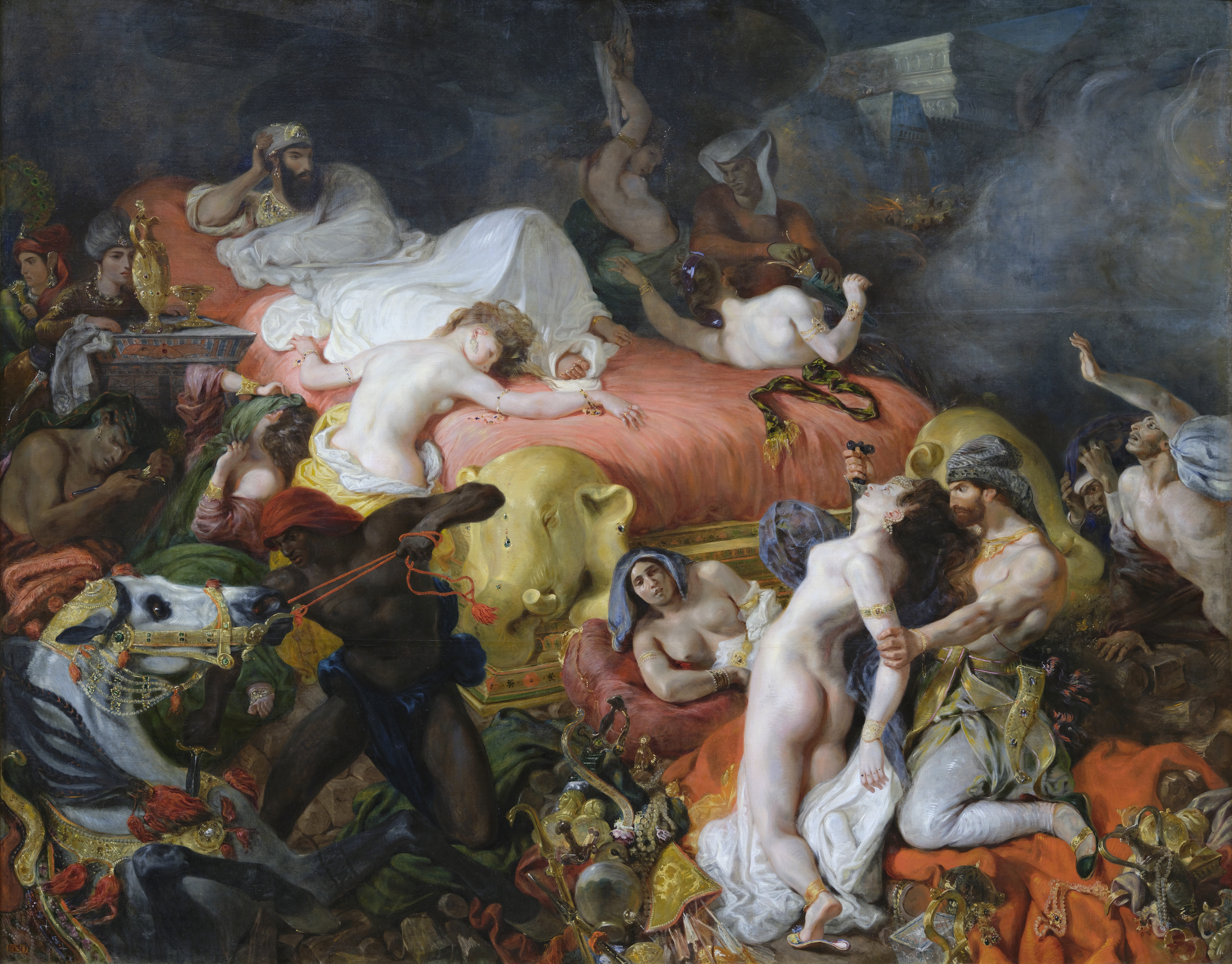
De dood van Sardanapalus
(1827), Eugène Delacroix, Louvre
----
Sardanapalus zou de fictieve laatste Assyrische heerser zijn, die vrijwillig de vuurdood tegemoet ging toen Ninive werd ingenomen

Ninive werd ingenomen door onder anderen de Meden en de Babyloniërs tijdens het bewind van een van de opvolgers van Assurbanipal, Sin-shar-ishkun. De Babylonische koning Nabopolassar, die wraak wilde nemen op de Assyriërs na de vernietiging van Babylon door Sennacherib, belegerde Ninive in mei of juni 612 v.Chr. Het beleg duurde drie maanden. Het verhaal dat de laatste Assyrische heerser Sardanapalus de verbrandingsdood koos is wellicht geïnspireerd op de dood van de Babylonische koning en broer van Assurbanipal Shamash-shum-ukin in 648 v.Chr. Het werd door Grieken verteld en kwam veel in de klassieke literatuur voor: Herodotus, Hellanicus, Clitarchus, Diodorus van Sicilië, Strabo en Arrianus schreven over Sardanapalus.
De laatste Assyrische koning was Assur-uballit II. Het kostte de Babyloniërs na de val van Ninive nog tien jaar om het hele gebied, dat onder bewind van de Assyriërs had gestaan, te veroveren.

## Tempels
Godheden werden door de Assyriërs dinger of ilu genoemd. De godin Isjtar werd gezien als een menselijk wezen met bovennatuurlijke krachten, de planeet Venus en als symbool van seksuele liefde, extatische voorspellingen en oorlogvoering. Ze was daarbij de beschermvrouw van de koning, wiens religieuze taken het waren om als hogepriester de Assyrische goden te dienen, tempels voor hen te bouwen en te onderhouden en als opperbevelhebber van het leger gebieden te veroveren.
Tempels werden gezien als de woning van de goden, waar ze dagelijks gekleed, gevoed en verzorgd werden. Lagere goden (familieleden, bedienden en hovelingen) woonden bij hen in. Ook hun goddelijke attributen, zoals bedden, wagens, boten en wapens, werden als goden behandeld en kregen voedseloffers.
Isjtars tempel, de Emasjmasj, was de belangrijkste tempel in Ninive. Daarnaast had Nabu, de god van het schrift en beheerder van de Tabletten van het Lot, die de toekomst van de koning en de staat verkondigden, een eigen tempel, net als Assur, de oppergod en echtgenoot van Isjtar. In Assurs tempel werd het Nieuwjaarsfeest gevierd. Verder waren er tempels in Ninive voor de zonnegod Sjamasj, de maangod Sin, de zeven hemelse krijgers Sibitti, Nisroch en voor Adad, de god van storm, water en oorlog. Lagere beschermgoden kregen een plaats in de deuropeningen van paleizen en bij poorten in de vorm van sfinxen, gebeeldhouwde, grote, gevleugelde stieren of leeuwen.

## Paleizen
De grootste gebouwen in hun tijd waren de paleizen van Sennacherib en zijn kleinzoon Assurbanipal op de heuvel Kuyunjik. Over de eerdere paleizen in Ninive is vrijwel niets bekend. Sennacheribs Zuidwestpaleis, Shanina-la-ishu (zonder gelijke), werd tussen 703 en 692 v.Chr. gebouwd. Het verving het koningspaleis in Khorsabad en het nog oudere Noordwestpaleis in Nimrud. Het paleis had 71 paleiszalen en was ontworpen om grote groepen mensen te herbergen. De troonzaal was de grootste en eerste ruimte die men betrad. De zaal mat 500 vierkante meter en was waarschijnlijk 15 tot 18 meter hoog.
Na de voltooiing bouwde hij een tweede paleis, annex militair arsenaal, op de heuvel Nebi Yunus. Assurbanipal bouwde rond 645 v.Chr. een derde paleis: het kolossale Noordpaleis, bit reduti (huis voor de troonopvolger).

### Dehangende tuinen van Ninive
Bij zijn Zuidwestpaleis bouwde Sennacherib in 694 v.Chr. koninklijke tuinen, die net als de landerijen rond Ninive door irrigatiekanalen van water werden voorzien. Het waren 'hangende tuinen', aangelegd op stenen terrassen, die op arcades rustten. Ze zijn geïdentificeerd als de 'hangende tuinen van Babylon', waarbij ervan wordt uitgegaan, dat door klassieke schrijvers Ninive met Babylon, Sennacherib met de Babylonische koning Nebukadnezar II en de Tigris met de Eufraat, werd verward. De Babylonische en klassieke teksten kwamen niet overeen met de vondsten en in Babylon viel geen plek aan te wijzen voor het wereldwonder, de beroemde hangende tuinen. Sennacherib wist het water omhoog te brengen middels twee bronzen instrumenten: de giamahhu (boomstam/cilinder) en alamittu (mannelijke dadelpalm/spiraal). De cilinder en spiraal vormen samen de 'schroef van Archimedes', die door Strabo werd genoemd als techniek om water naar de tuinen van Babylon te geleiden. Het water kwam uit de rivier de Gomel (van de Slag bij Gaugamela) in de bergen van Koerdistan, een heel eind ten noordoosten van Ninive. Daarvoor werd een 95 km lang kanaal gebruikt met aquaducten en zo werd het water tot halverwege de heuvel gebracht. Het Jerwan aquaduct is voor zover bekend het oudste aquaduct in de wereld. Het is met een uitzonderlijk groot type spijkerschrift beschreven. Middels de cilinder-schroef methode werd het water vervolgens tot in de hangende tuinen gevoerd. Sennacherib plantte er bomen en planten, die vanuit alle richtingen van zijn rijk werden aangevoerd. Hij wilde er met name het Amanusgebergte in Noordwest-Syrië en Zuidoost-Turkije, dat hij waardeerde om haar geurige schaduwbomen, mee nabootsen. Volgens Diodorus van Sicilië waren de tuinen 120 bij 120 m groot en hadden ze iets weg van een Grieks theater.

### Bibliotheek
De beroemde bibliotheek van Assurbanipal bevond zich voor het grootste deel in de vestibule ('kamer 41') op de eerste verdieping van Sennacheribs Zuidwestpaleis. Assurbanipal had in tegenstelling tot zijn vader en grootvader, belangstelling voor literaire en wetenschappelijke onderwerpen en zou zich zelfs de Akkadische en Soemerische taal hebben eigengemaakt. Hij verzamelde Assyrische en Babylonische teksten over waarzeggerij, religieuze rituelen en geneeskunde, maar ook alle composities die in het 1e millennium v.Chr. bekend waren, waaronder het scheppingsverhaal van de Enoema Elisj, het Gilgamesj-epos en het zondvloedverhaal of Atrahasis-epos. Toen Ninive in 612 v.Chr. werd geplunderd, zakte de eerste verdieping naar beneden en braken de kleitabletten in vele stukken. In de 19e en 20e eeuw zijn ongeveer 31.000 fragmenten naar het British Museum overgebracht. Het zouden de stukken van tussen de 6200 en 7750 complete tabletten zijn. Daarvan zijn er tot februari 2016 een vijfde deel, 6063 fragmenten, in elkaar gezet.

## Vermeldingen in de Bijbel
Volgens Genesis 10:8-11 werd de stad gesticht door Nimrod, 'de eerste machthebber op aarde' en 'een jager zonder weerga'.
Na de verwoesting van de Aramese koninkrijken van Syrië keerden de Assyriërs zich tegen het noordelijke koninkrijk Israël. Salmanasser V veroverde in 722 v.Chr. de Israëlische hoofdstad Samaria (2 Koningen 17). Na de inname van Lachis werd Hizkia in zijn hoofdstad Jeruzalem omsingeld. De profeet Jesaja sprak hem moed in. In 702 v.Chr. keerde Sennacherib onverrichter zake naar Ninive terug, volgens de Hebreeuwse Bijbel nadat een engel 185.000 soldaten van de Assyriërs doodde (2 Koningen 19:35; Jesaja 37:36).
Nahum profeteerde dat Ninive zwaar gestraft zou worden. Ninive werd arrogantie, afgoderij en wreedheid toegeschreven (Nahum 2:8–3:19).
Volgens Jona, een verhaal uit de 3e eeuw v.Chr., zou de stad door God worden verwoest, maar na de prediking van de profeet Jona bekeerde de stad zich en werd deze gespaard. De verwijzingen in het Nieuwe Testament betreffen dit verhaal (Matteüs 12:41; Lucas 11:30,32). Een graftombe waarin Jona begraven zou zijn, bevond zich in een moskee bij Ninive, ten noorden van Mosoel. De tombe werd in 2014 vernield door Isis-aanhangers.

## Herontdekking
De Spaanse joodse reiziger Benjamin van Tudela bezocht kort na 1165 Mosul en herkende in de ruïnes ten oosten van de Tigris de resten van Ninive. In 1184 deed de Arabische geograaf en geleerde Ibn Jubayr dezelfde ontdekking. De ruïnes waren nog altijd bekend onder de naam 'Ninawa'. In 1327 was de Marokkaanse reiziger Ibn Battuta er en hij schreef dat bij de tombe van de profeet Jona een groot dorp lag met uitgestrekte ruïnes. In 1575 stelde de Duitse arts Leonhart Rauwolff dat de heuvel Kuyunjik het oude Ninive moest zijn. De Deense ontdekkingsreiziger Carsten Niebuhr lokaliseerde Ninive tegenover Mosul met op het terrein Nebi Yunus (profeet Jona), het vermeende graf van Jona, en het dorp Kuyunjik met de Arabische naam Qalát Nunya (citadel van Nunya). Naast Nimrod was de mythische koning Ninos als stichter van de stad bekend. De Britse consul-generaal Claudius James Rich kwam begin 19e eeuw met de definitieve bevestiging. Hij kocht bij Nebi Yunus de Bellino-prisma, met in spijkerschrift twee veldtochten van Sennacherib en de beschrijving van zijn paleis zonder gelijke. De Franse consul Paul-Émile Botta begon in 1842 met opgravingen bij de heuvel Kuyunjik.

### Engelse opgravingen
De Engelse oudheidkundige Austen Henry Layard beweerde aanvankelijk, ten onrechte, bij zijn opgraving van Kalhu de stad Nineve gevonden te hebben. Tussen 1846 en 1851 ontdekte hij bij opgravingen bij Kuyunjik dat dit het echte Nineve was. Hij bracht in 1849 het immense Zuidwestpaleis van Sennacherib aan het licht. Er waren 71 paleiszalen, kamers en gangen, bekleed met gebeeldhouwde albasten platen. Er werd bijna 3,2 km aan bas-reliëfs blootgelegd en daarnaast 27 poorten, gevormd door enorme gevleugelde stieren- en leeuwensfinxen. Toch heeft hij naar schatting minder dan de helft van het gebouw onderzocht. Na zijn terugkeer naar Londen in de lente van 1851 droeg hij het Ninive-project over aan Christian Rassam, de Britse viceconsul in Mosul, die onder de Britse consul in Bagdad kolonel Henry Rawlinson doorging met opgraven. Zijn jongere broer Hormuzd Rassam, Layards voormalige assistent, nam in 1853 het werk van Christian en Rawlinson over. Hormuzd vond de Witte Obelisk en het stenen standbeeld van de godin Isjtar met een inscriptie van Assur-bel-kala (11e eeuw v.Chr.) Hij ontdekte in het noordelijke deel van de heuvel het Noordpaleis van Assurbanipal met zijn jachtreliëfs en diens enorme bibliotheek van gebakken kleitabletten. De fragmenten leverden het Babylonische scheppingsverhaal de Enoema Elisj op. In 1873 kwam George Smith naar Kuyunjik. Hij was beroemd geworden door de ontdekking van de Babylonische versie van het bijbelse zondvloedverhaal in de Kuyunjik-collectie in het British Museum en zocht nu tevergeefs het ontbrekende deel. Reginald Campbell Thompson zocht de tempel van Nabu, maar zijn opmerkelijkste vondst was in 1930-31 het koperen hoofd van een Akkadische vorst uit ca. 2100 v.Chr. In dezelfde periode groef Max Mallowan, de echtgenoot van Agatha Christie, naast de tempel van Isjtar een put van 27 m diep, die onderop de Hassunacultuur uit het 6e millennium v.Chr. blootlegde.

### Iraakse opgravingen
Sinds de jaren 50 van de 20e eeuw zetten vooral Iraakse archeologen het onderzoek naar Ninive voort. Ze onderzochten het paleis van Sennacherib verder en restaureerden de stadspoorten. De troonzaal van Sennacherib werd een openluchtmuseum. Ook kwam er onderzoek op Nebi Yunus. Er werd een monumentale toegangspoort gevonden, een grote hoeveelheid kleitabletten, drie beelden van de Egyptische farao Taharqa en een van de godin Anuket. Er zijn zeven poorten onderzocht, waarvan de Sjamasj-poort de opvallendste is. Deze werd gerestaureerd met kantelen en al. Ook de Nergal-poort werd volledig gerestaureerd met gevleugelde stieren aan weerszijden en de Maski-poort. In 2011 werd opnieuw onderzoek aan Assurbanipals paleis gedaan door de universiteit van Mosul. Er kwam opnieuw bewijs dat Kuyunjik in de Hellenistisch-Parthische en Byzantijnse periode bewoond was.

## Slag bij Ninive
In 627 behaalde keizer Herakleios van het Byzantijnse Rijk er een beslissende overwinning op de Sassaniden in de Slag bij Ninive, de laatste van de Romeins-Perzische oorlogen. Enkele jaren later zou het Arabische Rijk Ninive veroveren.

## Vernielingen door Islamitische Staat
Mosoel was een van de steden in het gebied dat de Islamitische Staat (IS) tijdens zijn bewind van 10 juni 2014 tot juli 2017 stevig in handen had. IS heeft er, waarschijnlijk al in december 2014, een groot aantal eeuwenoude kunstwerken vernield. De beelden zouden getuigen van veelgodendom en afgodendienst. IS wilde zo de geschiedenis en identiteit van de bevolking uitwissen. Het Mosul Museum werd verwoest, archeologische vindplaatsen geplunderd en vernietigd, musea, bibliotheken en openbare archieven in de regio Mosul leeggeroofd. Het Mosul Museum was in 1952 gesticht en had in 1974 een nieuw gebouw gekregen met een oppervlakte van 1500 vierkante meter. Het was op het Nationaal Museum van Irak in Bagdad na, het belangrijkste museum van Irak. Er zijn onder meer vernielingen geweest aan Sennacheribs Zuidwestpaleis. De Nergal- en Maski-poort zijn verwoest. 
Illegale bebouwing blijkt nu de ernstigste bedreiging te zijn voor deze antieke stad. Er zijn verharde wegen aangelegd en er is nu een parkeergarage in het midden van de archeologische vindplaats.

## Bezienswaardigheden
- Isjtartempel
- Nabutempel
- Bibliotheek van Ninive
- Graf van Jona

## Kaart
Op onderstaande kaart wordt het terrein van de ommuurde stad getoond met de stadspoorten.